# Teraz Kielce
Teraz Kielce – bezpłatny tygodnik miejski, ukazujący się od 4 września 2008 roku na terenie Kielc.
Tygodnik wydawany jest w nakładzie 20 tysięcy egzemplarz. Jego tematyka – dotycząca głównie społeczności, kultury i polityki – dotyczy spraw lokalnych. Wydawcą są Media Regionalne Sp z o.o. Oddział w Kielcach.